# Achmeta
Achmeta (gruzínsky ახმეტა) je malé okresní město okresu Achmeta ve východogruzínském regionu Kachetie poblíž hranice s regionem Mccheta-Mtianetie. Město se nachází 25 km severozápadně od správního centra Kachetie Telavi a 50 km severovýchodně od hlavního města Tbilisi. Podél města protéká řeka Alazani.
Achmeta se stala městem až v roce 1966, když zde vyrostl lehký průmysl a z okolí se sem přistěhovalo množství lidí.
Ve městě bydlí Zurab Zviadauri, olympijský vítěz z roku 2004 v judu.

## Partnerské město
- Prachatice, Česko, 2024

## Galerie

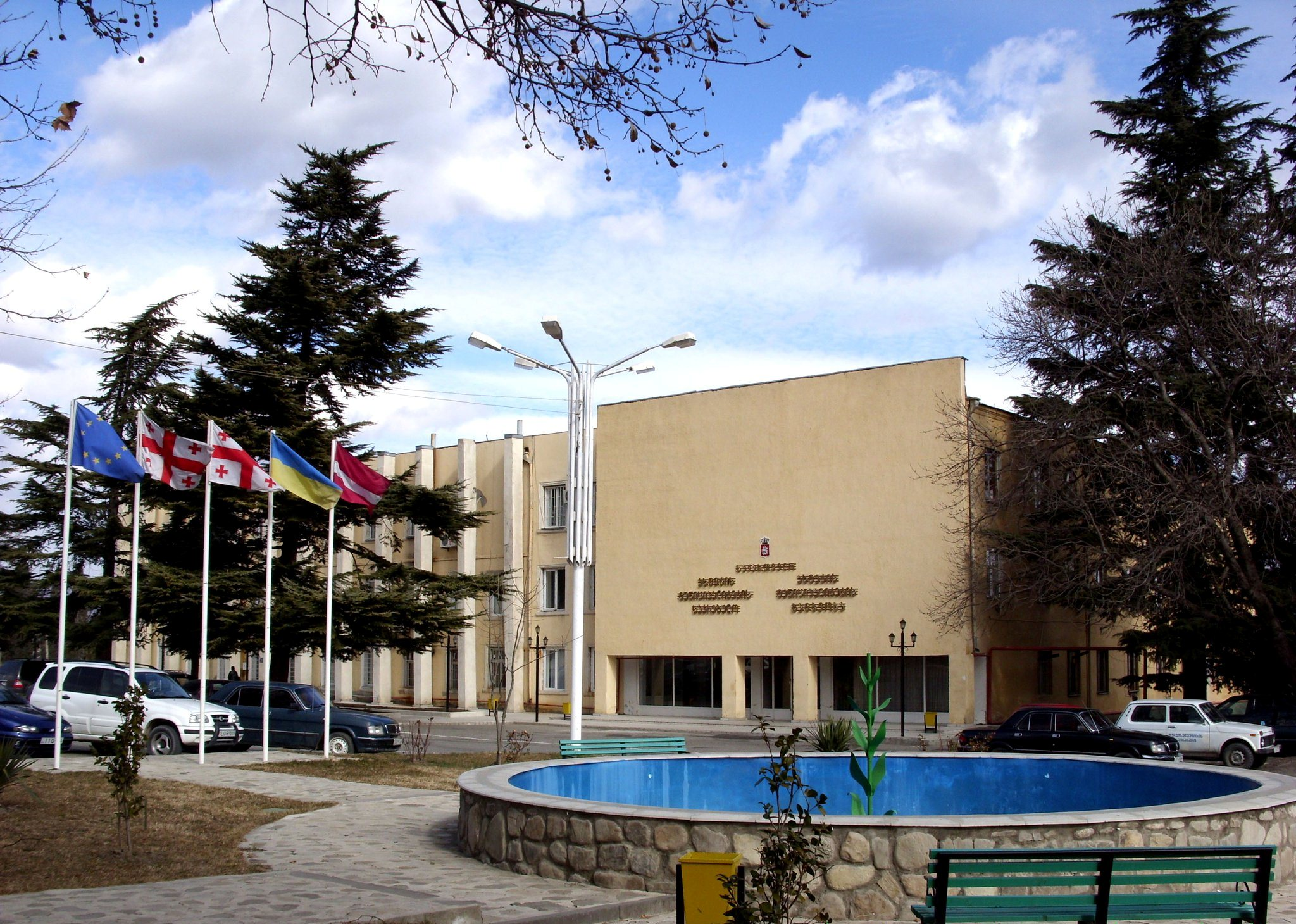
Radnice v Achmetě
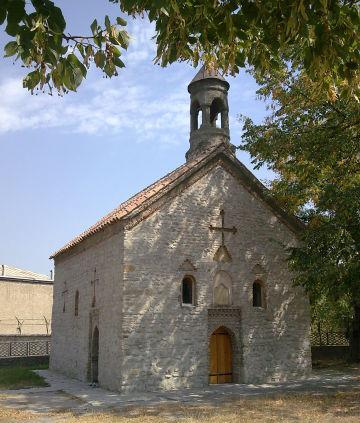
Kostel Džvarpatiosani v Achmetě